# Super Liga das Escolas de Samba de São Paulo
Super Liga das Escolas de Samba de São Paulo foi uma entidade representativa das escolas de samba da cidade de São Paulo, formada em 2008 por escolas dissidentes da Liga-SP. A criação da Super Liga, bem como os motivos e desentendimentos que levaram a este acontecimento, foram anunciados oficialmente por Paulinho Serdan, presidente da Mancha Verde, durante o Programa Mundo do Samba, uma espécie de canal virtual via YouTube para anunciar e debater eventos relativos ao carnaval paulistano.
O fato que culminou na sua criação foi a eleição de Sidney Carriolo para presidente da Liga, que não foi bem aceita pelos presidentes das organizações minoritárias. Estes desentimentos, por sua vez, têm sua origem desde 2005, quando da preparação para o Carnaval 2006, quando houve a polêmica tentativa de excluir Gaviões da Fiel e Mancha Verde (escolas de samba consideradas "desportivas", por serem ligadas a torcidas organizadas de futebol). Na época, entre as escolas do Grupo Especial, apenas a diretoria do Império de Casa Verde foi favorável às duas entidades; porém, com as mudanças nas diretorias de Camisa Verde e Branco e Vai-Vai, bem como algumas mudanças de posicionamento e rebaixamentos e ascensões de escolas, o quadro da SuperLiga  ao fim de 2008 passou a ser composto por: Vai-Vai (campeã em 2008), Mancha Verde, Império de Casa Verde, Pérola Negra, Gaviões da Fiel Torcida, Camisa Verde e Branco (última colocada em 2008 e que desfilará no acesso em 2009), Unidos do Peruche (campeã do acesso em 2008), Imperador do Ipiranga e Dragões da Real.
Inicialmente, se especulou que a criação da Super Liga levaria à criação de um campeonato paralelo, com as escolas da Super Liga desfilando em data(s) diferente(s) das escolas da Liga. No entanto, as duas entidades se acertaram mais tarde e decidiram manter apenas uma única competição.
No dia 29 de Abril de 2010 as escolas de samba Imperador,Camisa Verde e Branco e Peruche desligaram-se da Super Liga, voltando para a Liga e a Escola de Samba Torcida Jovem do Santos afilia-se à Super Liga.
Durante o Desfile das Campeãs, no sábado, dia 12 de março de 2011, às 1:30 os presidentes das escolas de samba do Grupo Especial e acesso entraram no Sambódromo e anunciaram o fim da entidade e o retorno a LigaSP. 